# Anna Krupka
Anna Maria Krupka (ur. 30 października 1981 w Warszawie) – polska polityk, działaczka partyjna i samorządowiec, posłanka na Sejm VIII, IX i X kadencji (od 2015), sekretarz stanu w ministerstwach odpowiedzialnych za sport (2018–2023), wiceprezes Prawa i Sprawiedliwości (od 2025).

## Życiorys
Ukończyła studia magisterskie w Instytucie Socjologii Uniwersytetu Warszawskiego. Zaangażowała się w działalność polityczną w ramach Prawa i Sprawiedliwości, została etatowym pracownikiem PiS, a także redaktor naczelną serwisu internetowego partii.
W 2011 bezskutecznie kandydowała do Sejmu w okręgu gliwickim. Wraz z grupą kilku innych młodych działaczek brała aktywny udział w kampanii wyborczej Prawa i Sprawiedliwości. Media grupę tę określiły mianem „aniołków Jarosława Kaczyńskiego”, mających w ich ocenie ocieplać wizerunek partii i jej prezesa.
W 2014 Anna Krupka została wybrana na radną sejmiku mazowieckiego. W wyborach parlamentarnych w 2015 wystartowała ponownie do Sejmu, tym razem kandydując w okręgu kieleckim. Uzyskała mandat posłanki VIII kadencji, otrzymując 27 568 głosów.
28 listopada 2018 została mianowana na stanowisko sekretarza stanu w Ministerstwie Sportu i Turystyki w rządzie Mateusza Morawieckiego. Bez powodzenia kandydowała w wyborach do Parlamentu Europejskiego w 2019. W wyborach do Sejmu w tym samym roku uzyskała natomiast mandat posłanki IX kadencji, otrzymując 69 946 głosów. W listopadzie 2019, po przekształceniach w strukturze ministerstw, przeszła na funkcję sekretarza stanu w Ministerstwie Sportu. W marcu 2021, po przekształceniach w strukturze ministerstw, przeszła na funkcję sekretarza stanu w Ministerstwie Kultury, Dziedzictwa Narodowego i Sportu. Po reaktywacji Ministerstwa Sportu i Turystyki w październiku 2021 pozostała na funkcji sekretarza stanu w tym resorcie.
W wyborach w 2023 z powodzeniem ubiegała się o poselską reelekcję (dostała 39 854 głosy). W listopadzie 2023 została powołana na stanowisko przewodniczącej zarządu wojewódzkiego partii w województwie świętokrzyskim. W grudniu tego samego roku zakończyła pełnienie funkcji wiceministra. W 2024 z ramienia PiS startowała w kolejnych wyborach europejskich. Weszła w skład komitetu politycznego PiS. W czerwcu 2025 podczas kongresu partii została wybrana na stanowisko wiceprezesa PiS.

## Wyniki w wyborach ogólnopolskich
| Wybory | Komitet wyborczy                 | Komitet wyborczy       | Organ             | Okręg           | Wynik        |
| ------ | -------------------------------- | ---------------------- | ----------------- | --------------- | ------------ |
| 2011   |                                  | Prawo i Sprawiedliwość | Sejm VII kadencji | nr 29           | 3044 (1,08%) |
| 2015   | Sejm VIII kadencji               | Prawo i Sprawiedliwość | nr 33             | 27 568 (5,88%)  |              |
| 2019   | Parlament Europejski IX kadencji | Prawo i Sprawiedliwość | nr 10             | 23 034 (1,32%)  |              |
| 2019   | Sejm IX kadencji                 | Prawo i Sprawiedliwość | nr 33             | 69 946 (12,27%) |              |
| 2023   | Sejm X kadencji                  | Prawo i Sprawiedliwość | nr 33             | 39 854 (6,05%)  |              |
| 2024   | Parlament Europejski X kadencji  | Prawo i Sprawiedliwość | nr 10             | 32 060 (2,15%)  |              |